# Dolenja Brezovica (gmina Brezovica)
Dolenja Brezovica – wieś w Słowenii, w gminie Brezovica. W 2018 roku liczyła 56 mieszkańców.